# Lev Vygotski
Lev Semjonovitsj Vygotski (Russisch: Лев Семёнович Выготский; Wit-Russisch: Леў Выгоцкі, Leŭ Vyhocki) (Orsja, 17 november 1896 - Moskou, 11 juni 1934) was een Russisch onderwijs- en ontwikkelingspsycholoog  van Joodse afkomst. Hij was sterk beïnvloed door de ideeën van Karl Marx. Zijn werk werd niet gewaardeerd in de Sovjet-Unie waardoor het pas in 1958 bekend werd in de Westerse wereld. Vygotski overleed in 1934 aan de gevolgen van tuberculose.
Hij is bekend van zijn werkzaamheid in de linguïstiek. Hierin was hij voornamelijk bezig met de relatie tussen denken en taal, iets wat tot dan toe nog niet systematisch was onderzocht in de psychologie. Hiervoor ging men ervan uit dat spreken de uiterlijke expressie was van het denken, een innerlijk proces (Augustinus). We gebruiken taal als een middel om onze denkbeelden uit te drukken. Vygotski vond ondanks het intuïtief plausibele karakter hiervan dat het conceptueel niet helemaal juist was. Hij vond juist dat het denken geherstructureerd wordt als het in taal wordt uitgedrukt (of gecompleteerd zoals hij zei). 
Ook is Vygotski bekend geworden door zijn onderzoek met kinderen. Hierin noemde hij het kind een afhankelijk individu, dat niet geïsoleerd kan leven. Terwijl Jean Piaget vooral de nadruk legde op de interactie van het kind met de fysische wereld, zag Vygotski het meer als de interactie met de sociale wereld. Het kind leert van de sociale omgeving en leert de taal op de eerste plaats om met anderen te kunnen spreken. Het begint het leren van taal door het luid uitspreken van woorden. Als het kind verder groeit, leert het de woorden te internaliseren, dat wil zeggen dat de taal op een sterk vereenvoudigde manier (niet meer te herkennen als taal) zich in het hoofd afspeelt.
Verder is Vygotski bekend door de notie zone van de naaste ontwikkeling (zone of proximal development (ZPD)). Deze notie geeft Vygotski's kijk op de menselijke ontwikkeling weer: een kind heeft een bepaalde cognitieve ontwikkeling bereikt en kan nu met hulp van met name een docent de kloof naar de zone van de naaste ontwikkeling dichten. De docent dient er daarbij zorg voor te dragen - wil het leren succesvol zijn - dat het kind gebruikmaakt van de 'tools' van het feitelijke cognitieve niveau.